# Abbászida Kalifátus
Az Abbászida Kalifátus közel-keleti és észak-afrikai területeket uraló, középkori muszlim birodalom volt. 749–750 során alakult ki, amikor az Abbászidák az iráni területekről kiindulva megbuktatták a 661 óta uralkodó Omajjádokat. Noha 1517-ig a család tagjai viselték a kalifai címet – egyetemleges elismertségük már 1258-ban megszűnt –, a kalifátusról mint önálló politikai entitásról a 10. század közepétől fogva rövidebb időszakoktól eltekintve nem beszélhetünk.

## Kiterjedése
Az Abbászida Kalifátus nagyjában-egészében az Omajjádok uralma alatt álló területeket örökölte keleten, ám Észak-Afrikában és az Ibériai-félszigeten sosem adódott mód rá, hogy megszilárdítsák hatalmukat. Ennek megfelelően kettős igazgatási rendszert alakítottak ki, mely központi és periférikus tartományokat különböztetett meg. Ez utóbbiakból csak alkalmanként származtak jövedelmek, és általánosságban csak lazán függtek a központi hatalomtól.  Ennek megfelelően viszont a központi tartományok – mindenekelőtt Mezopotámia, Szíria, Egyiptom és Nyugat-Irán – szigorú ellenőrzés alá kerültek. A központ Damaszkuszból átkerült az al-Manszúr kalifa által 762-ben alapított Bagdad városába.
Hárún ar-Rasíd kalifa (786-809) uralkodása alatt virágzó korszakát élte az arabok birodalma. Fellendült a kereskedelem, a mediterrán térség városaiból (elsősorban Kairó, Akkon és Antiochia) hosszú kereskedelmi útvonalak indultak Európába, Közép-Afrikába és Indiába. 758-ban már jelentős arab kereskedői kolónia élt Kanfúnban (mai Kanton) is. Egyes kereskedők és tudósok eljutottak az ázsiai sztyeppék nomád törzseihez, köztük a magyarok őseihez, ahonnan jelentős őstörténeti írásokkal tértek vissza. Legismertebbek Dzsajháni, Ibn Ruszta és Gardízi leírásai.

## Kultúra és tudomány

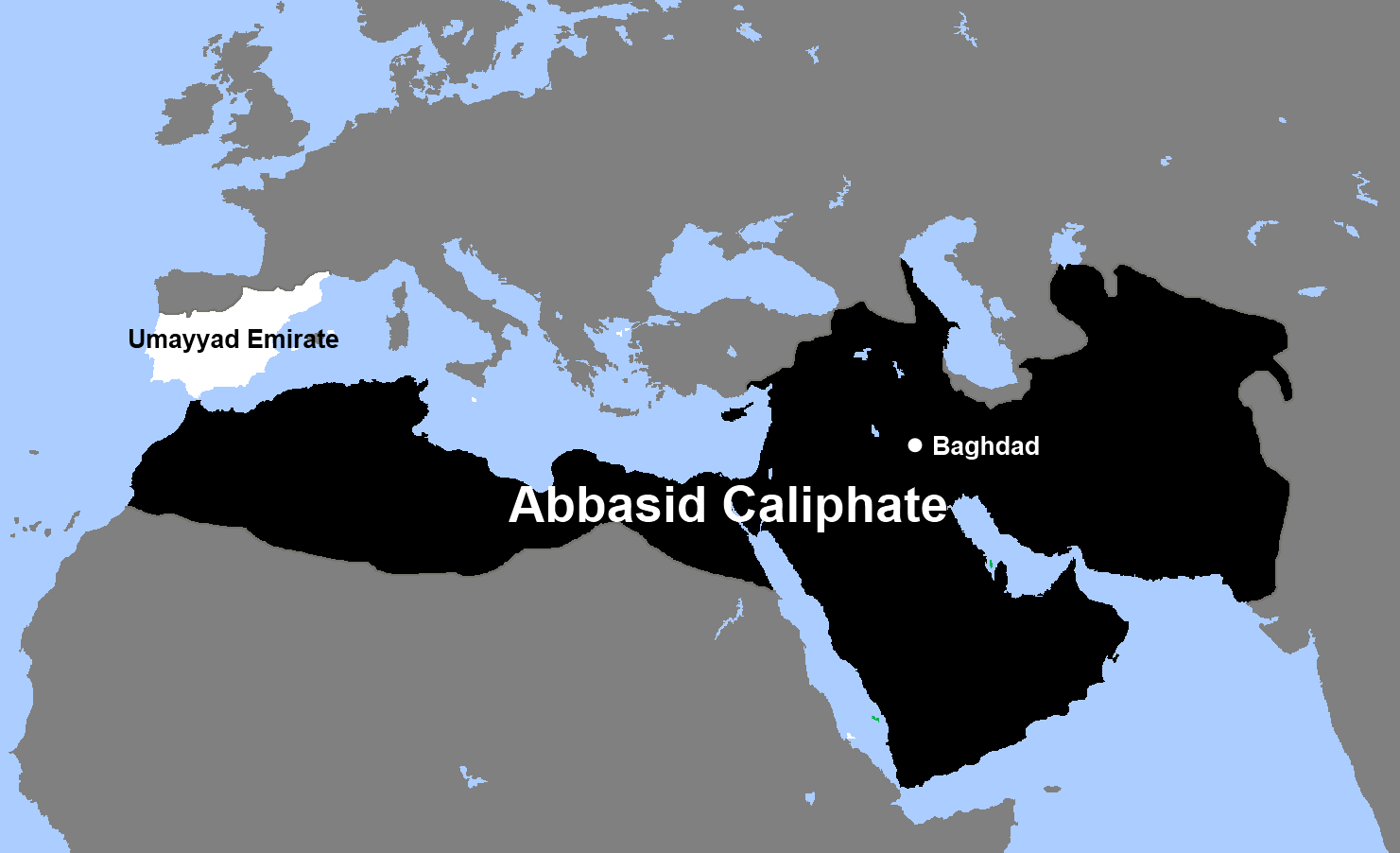
Az Abbászida Kalifátus kiterjedése 755-ben

A korszakban az arab hódítók uralmát az Iszlám világ legtöbb területén felváltotta a helyi, nem arab elit uralma. Az arab nyelv és az általa közvetített kultúra azonban széles körben elterjedt, és hozzájárult mind a kultúra, mind a távolsági kereskedelem fellendüléséhez.
A kalifátus korában a Szeleukidák által hátrahagyott hellenisztikus kultúra továbbfejlődött, az iszlám művelődési központokban több ezer arab fordítás készült az antik és zsidó nyelvű alkotásokról: ezekbe beletartoztak a görög filozófiai művek, számtani és mértani könyvek. Ez okozta az arab tudományok látványos fellendülését, mind a csillagászatban (iránytű), kémiában (alkímia) és matematikában. A tudományos eredmények a 12. században, az antik művészet és filozófia maradványai pedig csak a keresztes háborúk hódításai során jutottak el Európába.
A hellenisztikus örökség mellett a kínai tudomány vívmányai is eljutottak az arab világba. A 751-ben Talasznál ejtett foglyoktól eltanult papírkészítés például gyorsan elterjedt az egész birodalomban, Hárún ar-Rashid kalifa idejében már működtek papírmalmok Bagdadban, és 900 körül eljutott a technika a mai Spanyolország területére is.
A Kalifátus nagyvárosai messze túlszárnyalták a kor európai városait. Córdoba fénykorában (a 10. században) körülbelül félmillió lakost számlált, falai között kb. 250 000 ház állt, 80 000 üzlet működött, valamint 471 dzsáminak és egy nagy hírnévnek örvendő egyetemnek adott otthont. A korszak legnagyobb keresztény városa, Bizánc, talán negyedmillió főt számlálhatott a 9. században.

## Hanyatlás
A 8. századra az óriási területet már nem lehetett egyben tartani, a szélső tartományok sorra leváltak, majd önállósultak. Az Omajjádok átvették az uralmat a Ibériai-félszigeten, így jött létre a független Córdobai Kalifátus (755), Egyiptom pedig a Fátimida dinasztia kezére került 969-től. A Fátimidák, majd erre válaszul az ibériai Omajjádok a kalifai címet is felvették.